# Elliott Sadler

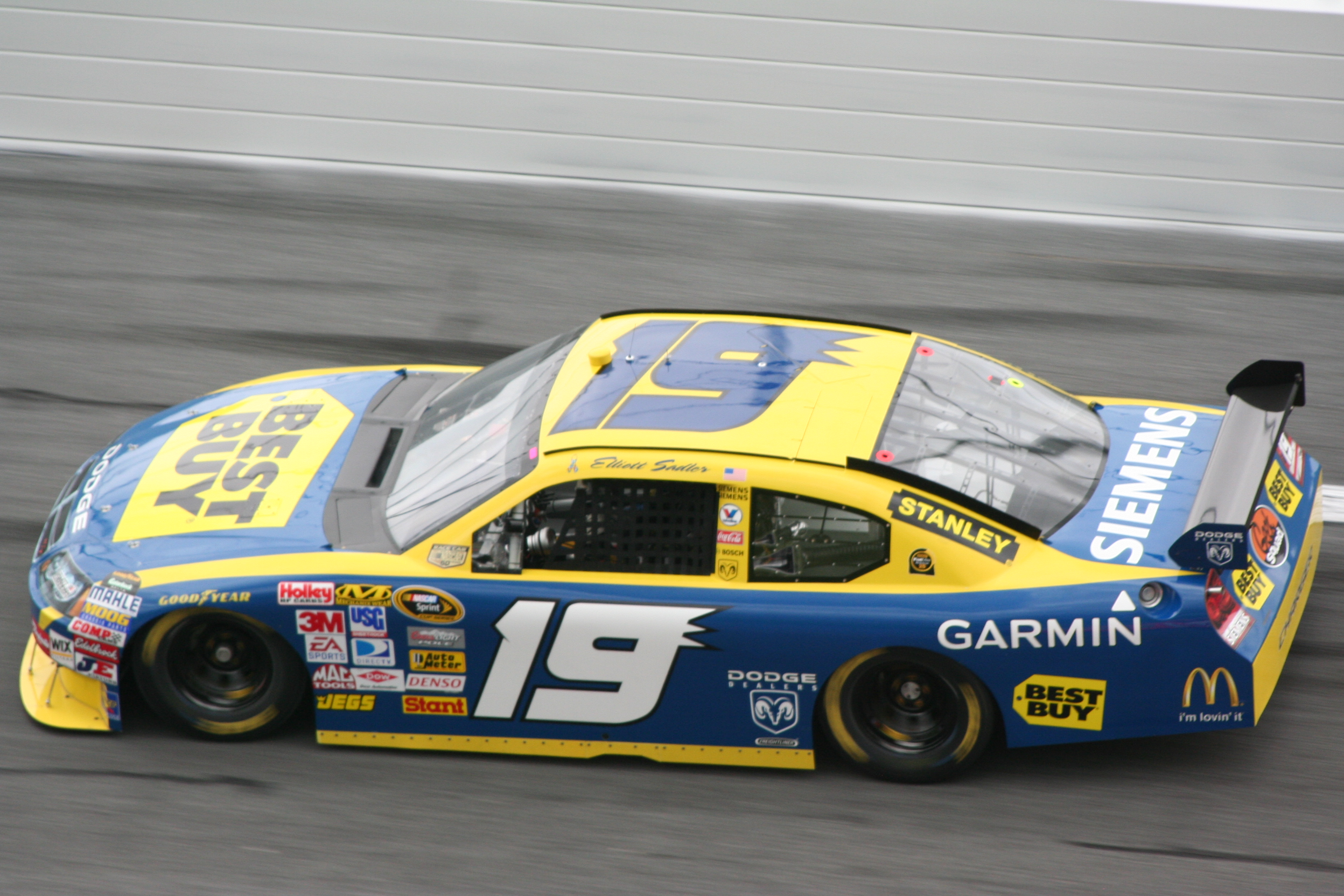
Sadlers Dodge Charger uit 2008

Elliott Sadler (Emporia (Virginia), 30 april 1975) is een Amerikaans autocoureur die actief is in de Nationwide Series en in beperkte mate in de NASCAR Sprint Cup.

## Carrière
Sadler startte zijn carrière in de Busch Series in 1995. In 1997 won hij voor de eerste keer een race toen hij eerste werd op de Nazareth Speedway. Hij won later dat jaar nog twee races, op de Myrtle Beach Speedway en de Gateway International Raceway en werd vijfde in de eindstand van het kampioenschap. Een jaar later won hij twee keer, op de Bristol Motor Speedway en de North Carolina Speedway.
Hij debuteerde in 1998 in de Winston Cup, de huidige NASCAR Sprint Cup en hoogste klasse in de NASCAR. In 1999 ging hij fulltime racen in deze raceklasse. De eerste overwinning kwam er in 2001 toen hij de Food City 500 won op de Bristol Motor Speedway. In 2004 won hij de Samsung / RadioShack 500 op de Texas Motor Speedway en de Pop Secret 500 op de California Speedway en werd hij negende in de eindstand van het kampioenschap, zijn beste resultaat tot nog toe. In 2005 vertrok hij vier keer vanaf poleposition maar ondanks de goede kwalificatieritten dat jaar kon hij geen zeges behalen, het beste resultaat was een tweede plaats op de Bristol Motor Speedway. In 2010 rijdt hij het kampioenschap voor het raceteam van Richard Petty.

## Resultaten in de NASCAR Sprint Cup
Sprint Cup resultaten (aantal gereden races, polepositions, gewonnen races en positie in het kampioenschap)
| Jaar | Races | Polepositions | Overwinningen | Kampioenschap |
| ---- | ----- | ------------- | ------------- | ------------- |
| 1998 | 2     | 0             | 0             | 59e           |
| 1999 | 34    | 0             | 0             | 24e           |
| 2000 | 33    | 0             | 0             | 29e           |
| 2001 | 36    | 0             | 1             | 20e           |
| 2002 | 36    | 0             | 0             | 23e           |
| 2003 | 36    | 2             | 0             | 22e           |
| 2004 | 36    | 0             | 2             | 9e            |
| 2005 | 36    | 4             | 0             | 13e           |
| 2006 | 36    | 1             | 0             | 22e           |
| 2007 | 36    | 0             | 0             | 25e           |
| 2008 | 36    | 0             | 0             | 24e           |
| 2009 | 36    | 0             | 0             | 26e           |
| 2010 | 36    | 1             | 0             | 27e           |
| 2012 | 1     | 0             | 0             | 67e           |
| 2013 | 5     | 0             | 0             | -             |